# Colunas de Hércules
Colunas de Hércules são os promontórios que existem no estreito de Gibraltar, um na África (conforme as versões, o monte Hacho ou o monte Muça) e outro na Europa (o rochedo de Gibraltar).

## Mitologia grega
O nome provém da mitologia grega, em que se conta que Hércules, para realizar o décimo dos seus doze trabalhos, teria necessidade de transpor um estreito marítimo. Dispondo de pouco tempo, resolveu abrir o caminho com seus ombros ligando assim o mar Mediterrâneo ao oceano Atlântico. De um lado, ficou um grande rochedo, mais tarde chamado Gibraltar (monte Calpe) e do outro lado o monte Hacho ou o monte Muça (Abília ou Ábila), o primeiro situado em Ceuta e o segundo a alguns quilómetros para oeste, em Marrocos. Os dois montes depois de separados passaram a ser denominados "Colunas de Hércules", ou "Pilares de Hércules".
Este marco foi ultrapassado pelos fenícios e por suas rotas marítimas, quando buscavam matéria-prima para a manufatura de tecidos, vidros e outros produtos para comerciar no Mediterrâneo em geral e no Egito em particular.

## Torres de Hércules em Cádis

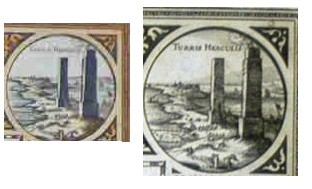
Detalhe de duas versões de um mapa da Península Ibérica de N. J. Visscher (1660), onde se veem as Torres de Hércules em Cádis

Existiram duas Torres de Hércules em Cádis, que desapareceram — uma delas após o Sismo de 1755, outra antes. Antes do abalo que atingiu diferentes partes da Europa, apareciam mencionadas em livros e até ilustradas em mapas (por exemplo, num mapa de 1660 de N. J. Visscher). Essa área de Cádis, que pode ser identificada num mapa de 1715 de D. Juan Alvarez de Colmenar, é agora conhecida como "Torregorda".

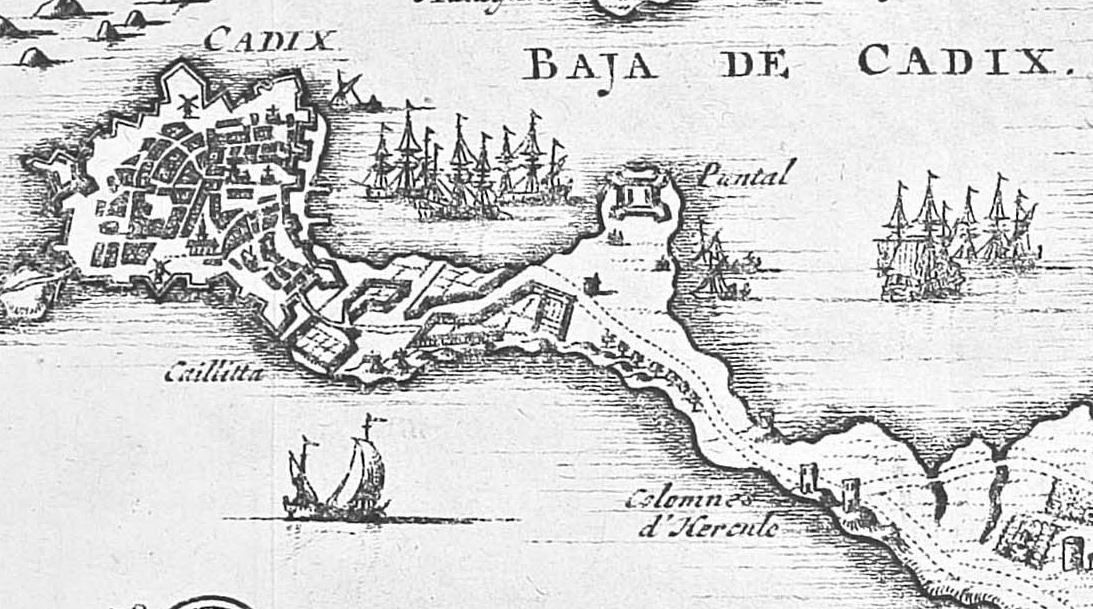
Cádis e arredores (atribuído a Don Juan Álvarez de Colmenar, 1715), onde se veem ainda as Torres de Hércules, aí chamadas Colunas de Hércules (Colomnes d'Hercule)

Gaspar Barreiros criticando a antiga abundância de monumentos atribuídos a Hércules diz:
E  destas vaidades não há lugar nobre em Espanha, que não tenha suas relíquias, ou em torres, ou em pontes, ou em quaisquer outros edifícios, como ora nestes de Merida, que a gente ignorante usurpa como por mostra & argumento de sua nobreza e antiguidade. Digo tudo isto porque nos mais dos lugares nobres de Hespanha me aconteceu achar sempre sempre qualquer coisa desta qualidade que o povo afirma com muita contumancia ser de Hércules, tão grande fortuna foi deste homem, que com uns poucos trabalhos & os mais deles fabulosos, roubou a fama de tantos alheios.
Nota: neste comentário referia-se ao Arco de Trajano em Mérida, que antes era conhecido como "Arco de Hércules".
Este lendário Hércules, também designado Hércules Líbico, esteve associado à historiografia ibérica especialmente nos séculos XVI, XVII e XVIII.